# Манмоган Сінґх
Манмога́н Сінґх (ґурмукхі: ਮਨਮੋਹਨ ਸਿੰਘ, деванагарі: मनमोहन सिंह) (26 вересня 1932, Гах, Західний Пенджаб, Британська Індія (нині Пакистан) — 26 грудня 2024, Нью-Делі) — індійський державний та політичний діяч, п'ятнадцятий прем'єр-міністр Індії від партії Індійський національний конгрес з 22 травня 2004 року до 26 травня 2014 року. Він вважається ключовим архітектором економічних реформ у країні та «героєм економічної лібералізації».

## Життєпис
Народився 1932 року в селі Гах, на території сучасного Пакистану. Вивчав економіку в Кембриджі та Оксфорді.
В 1991 році, будучи головою Центрального банку країни вивів Індію з найгіршої фінансової кризи в її сучасній історії. Сінґх представив проєкт бюджету на 1991-1992 роки, який мав підштовхнути індійську економіку у напрямку лібералізації, глобалізації та приватизації. Це ознаменувало значне зрушення країни в бік ринкової економіки та проклало шлях до швидкого економічного зростання Індії на наступні десятиліття.
Вперше став прем'єр-міністром Індії після загальних виборів 2004 року. В 2009 році вдруге обійняв цю посаду. Під час його першого терміну прем'єрства,  економіка Індії зростала зі швидкістю 9 % на рік, що дало країні міжнародний вплив, якого вона давно прагнула та можливість стати четвертою за величиною економікою Азії. Він також уклав історичну ядерну угоду зі США, яка, за його словами, допомогла Індії задовольнити її зростаючі енергетичні потреби. 
2014 року Сінґх оголосив про свою відставку після того, як партія «Індійський національний конгрес», яку він представляв, програла на парламентських виборах. Він став третім в історії незалежної Індії прем'єр-міністром за тривалістю перебування на посаді (після Джавахарлала Неру та Індіри Ганді). Його наступником став лідер Індійської народної партії Нарендра Моді.